# Wylder
Wylder är en kommun i departementet Nord i regionen Hauts-de-France i norra Frankrike. Kommunen ligger i kantonen Bergues som tillhör arrondissementet Dunkerque. År 2022 hade Wylder 301 invånare.

## Befolkningsutveckling
Antalet invånare i kommunen Wylder
| Referens: INSEE |